# Embrace – Du bist schön
Embrace – Du bist schön ist ein australischer Dokumentarfilm von Taryn Brumfitt, der sich mit dem Schönheitsideal der Frau in der westlichen Welt auseinandersetzt. Die deutsche Schauspielerin Nora Tschirner war als Executive Producerin an der Produktion beteiligt und ist eine der Protagonistinnen im Film.
Am 11. Mai 2017 startete der Majestic Filmverleih Embrace an nur einem Abend in den deutschen Kinos und landete auf Platz 1 der Charts mit über 47.000 Besuchern – der bis dahin erfolgreichste Event-Start aller Zeiten. Insgesamt erreichte er in Deutschland und Österreich über 80.000 Besucher. Seit dem 18. Mai 2017 ist die DVD im Handel erhältlich.
Taryn Brumfitt setzt sich mit ihrem eigenen Film feministisch für eine veränderte Wahrnehmung des Frauenkörpers ein.

## Inhalt
Der Film erzählt die Geschichte von Taryn Brumfitt; ihre Auseinandersetzung mit ihrer Figur und der Unzufriedenheit, unter der sie litt. Einer Umfrage zufolge sind 90 % der Frauen nicht zufrieden mit ihrem Körper. In dem Film werden Ursachen hierfür ausgemacht.

## Botschaft und Ziel
Brumfitts Ziel mit Embrace ist es, einen Gegenentwurf zu den vorherrschenden Schönheitsidealen zu präsentieren und Frauen zu ermutigen, ihren Körper so zu akzeptieren, wie er ist. Der Film soll inspirieren und die Denkweise über Körper und Selbstwahrnehmung verändern.

## Beteiligte
- Renee Airya
- Jade Beall
- Amanda de Cadenet
- Mia Freedman
- Harnaam Kaur
- Ricki Lake
- B. Jeffrey Madoff
- Turia Pitt
- Melinda Tankard Reist
- Nora Tschirner

Nora Tschirner war als Executive Producerin an der Produktion beteiligt und ist eine der Protagonistinnen im Film.

## Veröffentlichung
Der Film wurde erstmals 2016 auf dem Sydney Film Festival und dem New Zealand International Film Festival ausgestrahlt. Als Event-Start in den Kinos und erreichte Platz 1 der Charts mit über 47.000 Besuchern an einem einzigen Abend. Insgesamt sahen in Deutschland und Österreich über 80.000 Zuschauer den Film.
Mit der Altersfreigabe von MA(„Mature Accompanied“) 15+ hat das australische Classification Board den Film nicht für Zuschauer unter 15 Jahren empfohlen, sodass Personen unter 15 Jahren den Film nur in Begleitung eines Erwachsenen ansehen durften. Taryn Brumfitt beklagte diese Entscheidung, worauf die Einstufung auf M geändert, wodurch der Film ohne Altersbeschränkung zugänglich wurde.

## Kritik
Der Deutsche Filmdienst urteilte: „Der engagierte Dokumentarfilm wirbt für körperliche Vielfalt und Selbstakzeptanz und fordert dazu auf, gegen den Strom eines medial normierten Schönheitskults zu schwimmen. Brumfitts selbstironische Präsenz gleicht dabei ein Übermaß an guter Laune aus.“
Heike-Melba Fendel schrieb in der Zeit: „Frauensolidarität im Würgegriff: Der Dokumentarfilm "Embrace" widmet sich dem sogenannten Bodyshaming. Er führt weibliches Selbstverständnis an einen Tiefpunkt […] Längst scheint der sogenannte Feminismus nicht mehr als die Bande zu sein, über die die gute alte Mädchenfreundschaft gespielt wird. Einfach so Liebhaben geht nicht mehr, also ist frau sich erst einmal einig etwa über die Notwendigkeit der Quote und die Akzeptanz jedweden körperlichen und geistigen Aggregatzustandes, um endlich wieder beste und damit diskursbefreite Freundin sein zu können […] Eine Solidarität, die keinen Raum für Widersprüche und Konflikt lässt, hat ihren Namen nicht verdient. Umarmen lässt sich so ziemlich alles, vom inneren Kind über die Widersprüchlichkeit des Begehrens bis zur affirmativen Dämlichkeit. Der Film Embrace macht einmal mehr schmerzhaft deutlich, dass sich Umarmung nennt, was längst der Würgegriff eines Konsenses ist, der echten Diskurs und wahre Diversität stranguliert.“
filmstarts.de urteilte: „Der Dokumentarfilm „Embrace“ ist ein engagiertes Plädoyer gegen den Schlankheits- und Jugendwahn der Gesellschaft und für die Vielfalt weiblicher Schönheit.“
Marie Anderson wertete für Kino-Zeit: „Umarme dich selbst und andere, die deine Haltung teilen, lässt sich der wärmende Titel von Taryn Brumfitts engagiertem Film herleiten, der in weiten Teilen wie die Ausdehnung eines munteren Erweckungsvideos daherkommt, trotz seiner durchaus kritischen und um Facettenreichtum bemühten Ambitionen. Doch die tiefliegende potenzielle revolutionäre Dimension, die nahezu ausschließlich auf die ungeheure Popularität des Themas und den scheinbaren Gleichklang der femininen und feministischen Haltungen auf diesem Terrain zurückgeführt wird, verbleibt ohne nähere Analyse in ihrer adretten Ansicht.“